# The Better Man (film 1912 Reliance)
The Better Man è un cortometraggio muto del 1912. Il nome del regista non viene riportato nei credit del film che, prodotto dalla Reliance Film Company, aveva come interpreti Henry B. Walthall, Gertrude Robinson, James Cooley.

## Trama
Due giovani agricoltori sono rivali per amore della bella Dot Maynard. Il padre di lei preferisce Walter, mentre lei è attirata da Elmer. Dopo che i due spasimanti hanno litigato durante una festa, Maynard proibisce a Elmer di vedere ancora la figlia. Quando Walter lascia la casa, Elmer attira in giardino Dot con cui progetta una fuga per il giorno seguente. Sulla strada, però, la slitta si rovescia e il giovane, pieno di rabbia (e di alcol) se la prende con il povero cavallo. Mentre lo sta battendo, arriva Dot: davanti a quella scena brutale, dimentica tutto il suo amore che si trasforma in odio. Elmer cerca a forzarla a salire sulla slitta, ma la ragazza viene salvata dall'intervento di Walter che la riporta a casa. Qui confessa tutto al padre che la lascia con Walter. Adesso Dot riconosce il vero amore e gli chiede perdono.

## Produzione
Il film venne prodotto dalla Reliance Film Company

## Distribuzione
Distribuito dalla Motion Picture Distributors and Sales Company, il film - un cortometraggio di una bobina - uscì nelle sale cinematografiche degli Stati Uniti il 9 marzo 1912.